# Енгалышевский сельсовет
Енгалышевский сельсовет — муниципальное образование в Чишминском районе Башкортостана.
Согласно Закону о границах, статусе и административных центрах муниципальных образований в Республике Башкортостан имеет статус сельского поселения.

## Состав
с. Енгалышево,
с. Балагушево,
д. Борискино,
д. Лентовка,
д. Сабурово,
д. Семеновка.

## Население
| 2002 | 2009  | 2010 | 2012 | 2013 | 2014 | 2015 |
| ---- | ----- | ---- | ---- | ---- | ---- | ---- |
| 1031 | ↗1078 | ↘935 | ↘930 | ↘906 | →906 | ↘887 |
| 2016 | 2017  | 2018 |      |      |      |      |
| ↗895 | ↘877  | ↗881 |      |      |      |      |